# Naturpakken 2016
Naturpakken, der blev vedtaget i maj 2016 af et flertal i Folketinget, indeholdt en række kompenserende foranstaltninger, der har som formål at kompensere for miljøkonsekvenserne af landbrugspakken. Regeringen (Venstre), Dansk Folkeparti, Liberal Alliance og Det Konservative Folkeparti står bag naturpakken, som består af en række konkrete indsatser til at styrke biodiversiteten. Elementerne i pakken er blandt andet udvidelse af urørt skov og anden biodiversitetsskov fra ca. 11000 til ca. 25000 hektar. Et andet element er en målrettet indsats for sammenhængende natur for bl.a. truede arter i det åbne land. Aftalen omhandler også et kapiltel om Kvælstofreducerende tiltag, hvor fremtidige ændringer kræver enighed mellem forligspartierne. Der er afsat 363,5 millioner kr. i perioden 2016 - 2019 til at gennemføre de seks hovedområder, hvoraf dog kun de 152,5 millioner kr. er tilføjet til naturpakken, mens resten er omprioriteringer af andre budgetposter og øget skovhugst i en overgangsperiode på op til 50 år. Pakken omfatter:
- Biodiversitetsskov
- Videreførte naturindsatser
- Natur og biodiversitet
- Bynatur og friluftsliv
- Det åbne land og landmanden som naturforvalter
- Moderne naturforvaltning og afbureaukratisering.[1][2]

Reduktionen i udledningen af kvælstof skal blandt andet sikres ved at udvide den frivillige ordning for efterafgrøder med ca. 66.000 hektar. Den konservative ordfører på miljøområdet, Mette Abildgaard, anser dette mål for realistisk, fordi de frivillige landmænd får økonomisk kompensation ved udlægning af efterafgrøder.

## Baggrund
I 2013 udsendte Natur- og Landbrugskommissionen 10 anbefalinger for at få at få mere og bedre natur. Disse anbefalinger blev igen aktuelle, da oppositionen, en række eksperter og Danmarks Naturfredningsforening havde anført, at landbrugspakken vil forstørre problemet med iltsvind, som er forårsaget af, at spildevand fra boliger og overskydende gødning fra markerne siver ud i vandmiljøet. Kritikerne hævder også, at landbrugspakken blev hastet igennem lovgivningsprocessen og baseret på ensidige oplysninger fra organisationen Bæredygtigt landbrug, som Ida Auken har betegnet som "en ekstremistisk forening, der opfinder deres egne fakta, som de ikke kan dokumentere." Denne forening har via sin advokat tilbagevist kritikken, blandt andet med argumentationen:"30 års massiv reduktion af kvælstofudledningen (kan) selvfølgelig ikke sættes over styr af en teoretisk, kortvarig, marginal forøgelse af kvælstofudledningen."
EU-kommissionen har i en skrivelse til miljø- og fødevareminister Esben Lunde Larsen forespurgt om mulige brud på tre EU-direktiver: Vandrammedirektivet, nitratdirektivet og habitatdirektivet. Ministeren kunne den 26. maj 2016 ikke svare på, om naturpakken er tilstrækkelig til at imødegå EU's kritik af landbrugspakken.

## Kritik
Oppositionen har generelt udvist skepsis overfor rækkevidden af de "kompenserende foranstaltninger", fordi den kun er en delvis kompensation for landbrugspakkens virkninger. Alternativet har udarbejdet en "alternativ naturpakke", hvor der angives 42 områder, der kan sikre en bedre naturtilstand.. Dansk Ornitologisk Forening påpeger flere problemer i pakken f.eks.  om øgede muligheder for udlægning af erstatningsnatur, svækket beskyttelse af §3-naturtyper ved udvidelse af bedrifter og udtagning af landbrugsarealer fra Natura 2000-områder .